# Glareola nordmanni

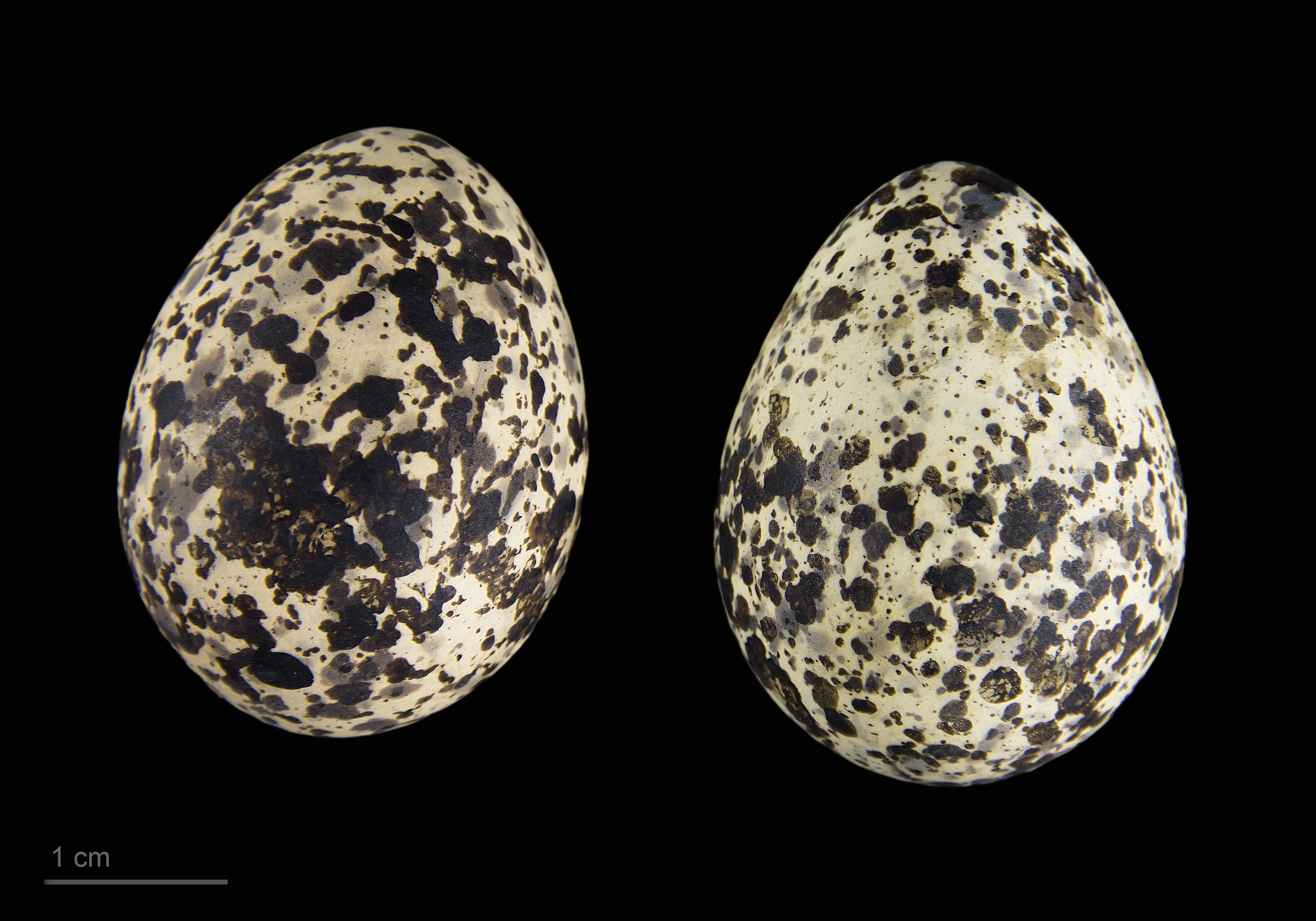
Glareola nordmanni

La pernice di mare orientale (Glareola nordmanni, Fischer 1842) è un uccello della famiglia Glareolidae.

## Sistematica
Glareola nordmanni non ha sottospecie, è monotipica.

## Distribuzione e habitat
Questa pernice di mare vive in Asia, nella zona delle steppe tra il Kazakistan e la Moldavia. In inverno migra a sud in Medio Oriente e in Africa, stabilendosi eterogeneamente su tutto il continente ad eccezione del deserto del Sahara (Algeria), della fascia costiera occidentale (Sahara Occidentale, Guinea, Sierra Leone) e del Madagascar, ma principalmente in Sudafrica, Namibia, Botswana e Zimbabwe. Nel resto d'Europa è un uccello di passo, visibile dall'estremo nord al Mediterraneo, Italia compresa,.